# 约纳坦·罗梅尔曼
约纳坦·罗梅尔曼（德語：Jonathan Rommelmann，1994年12月18日—），德国男子赛艇运动员。他曾代表德国参加2020年夏季奥林匹克运动会赛艇比赛，获得男子轻量级双人双桨银牌。